# Hannah Bjarnhof
Hannah Elisabeth Bjarnhof (6. juli 1928 på Frederiksberg – 20. maj 2002) var en dansk skuespillerinde og lydbogsindlæser.
Hun debuterede som 18-årig i Riddersalen, og blev senere uddannet på Det Kongelige Teaters Elevskole i 1948.
Hun var herefter tilknyttet Odense Teater, hvor hun bl.a. spillede Pygmalion i 1949. Kort efter gjorde hun sit talent gældende på kabaret-scenerne, hovedsageligt i København, og kan bl.a. høres på LP'en En Aften I Cabaret La Blonde (1955). 
I en af Sejr Volmer-Sørensens lørdagsudsendelser på DR slog hun igennnem med monologen Føss'da', der sidenhen
blev hendes største kendemærke i generationer frem. Herefter fulgte mange øvrige monologer, men aldrig med samme gennemslagskraft. Bjarnhof var i 1960'erne tilknyttet Århus og Ålborg Teater, men det blev også til
en del radio- og tv-spil, samt brevkasse-virksomhed på flere af Allers blade, og på Radio Mercur. Det blev også til en del revy-engagemente og filmroller.
Gennem hele sin karriere havde Bjarnhof endvidere en række biroller på dansk film, hun indspillede plader og var en flittigt benyttet oplæser. Var midt i 1980'erne på tourne med en one-woman-kabaret bestående af Poul Henningsen-tekster, også vist på DR TV, og optrådte derefter i Toni Rodians søndags-kabaret på Rialto Teatret i 1990/91.
Hun dukkede op i Rejseholdet på TV i 2000, og året efter udkom CD'en En På Frakken, der bestod af udvalgte indspilninger, alle med den umiskendelige Bjarnhof-artikulation. Denne plade vakte især interesse blandt det yngre publikum.
Fra begyndelsen af karrieren og frem til sin død underviste Hannah Bjarnhof en lang række af vore senere store skuespiller-talenter, og fungerede også som iscenesætter og billedkunstner.
Hannah Bjarnhof var datter af forfatteren og journalisten Karl Bjarnhof.
I 2013 indstillede Københavns Vejnavnenævn, at den nye plads ved Vester Voldgade skulle opkalds efter hende. Kommunen ønskede at hædre en homoseksuel person, og Hannah Bjarnhof sprang ud som lesbisk i en sen alder. Valget faldt dog senere på navnet Regnbuepladsen.